# The Divine Comedy
The Divine Comedy è il progetto musicale, nato nel 1990, del cantautore nordirlandese Neil Hannon.

## Storia
Subiscono influenze da Jacques Brel, Scott Walker, Serge Gainsbourg, Burt Bacharach, Michael Nyman, mischiando baroque pop e infiltrazioni classicheggianti.
Il primo album, Fanfare for the Comic Muse nel 1990, riscuote poco successo, la partenza è molto lenta, solo a partire dal quarto disco Casanova (1996), il progetto The Divine Comedy riuscirà a crearsi un seguito di culto sempre maggiore. Numerose le prestazioni di Neil Hannon fuori dall'ambito Divine Comedy, le principali quelle con il duo electro francese degli AIR, con la chanteuse Charlotte Gainsbourg, con Tom Jones e nel progetto God Help The Girl insieme al leader dei Belle and Sebastian Stuart Murdoch. Nel 2009 insieme a Thomas Walsh dà vita al progetto The Duckworth Lewis Method (un solo disco omonimo all'attivo). Neil Hannon, inoltre, nel luglio 2016 partecipa, insieme a molti altri artisti, ai BBC Proms che si svolgono alla Royal Albert Hall di Londra, una celebrazione della intera carriera musicale di David Bowie, scomparso nel gennaio dello stesso anno.

## Discografia

### Album
- 1990 - Fanfare for the Comic Muse
- 1993 - Liberation
- 1994 - Promenade
- 1996 - Casanova
- 1997 - A Short Album About Love
- 1998 - Fin de Siècle
- 2001 - Regeneration
- 2004 - Absent Friends
- 2006 - Victory for the Comic Muse
- 2010 - Bang Goes the Knighthood
- 2016 - Foreverland
- 2019 - Office Politics

### Live
- 2011 - Live at Somerset House
- 2017 - Loose Canon (Live In Europe 2016-17)

### Raccolte
- 1999 - A Secret History...The Best Of
- 2022 - Charmed Life – The Best of the Divine Comedy

### DVD
- 2004 - Live at the Palladium

## Membri della band
La band a volte è stata composta dal solo Neil Hannon (voce, chitarra, tastiere, basso), ma ha avuto tra le sue file anche:
- Bryan Mills - basso, chitarra
- Chris Worsey - violoncello
- Charlotte Glasson - flauto, sassofono, viola
- Darren Allison - batteria
- Grant Gordon - batteria
- Ivor Talbot - chitarra, basso
- Joby Talbot - oboe, sassofono, corno inglese, piano, sintetizzatore, clavicembalo
- John Allen - celesta
- Tommy Hallawell
- John McCullagh - basso
- Kevin Traynor - batteria
- Miguel "Miggy" Barradas - batteria
- Stewart Bartlett
- Natalie Box - violino
- Rob Farrer - percussioni, batteria
- Simon Little - basso, doppio basso
- Stuart 'Pinkie' Bates - organo, sintetizzatore, accordion, trombone
- Andrew Skeet - piano, clavicembalo
- Lucy Wilkins - violino
- John Evans - chitarra
- Tim Weller - batteria
- Tosh Flood - chitarra, banjo
- Ian Watson - accordion, tastiere